# Tochilinite
La tochilinite è un minerale.